# FK Transinvest
Az FK Transinvest egy litván labdarúgóklub, melynek székhelye Galinėben található. A csapat jelenleg a litván első osztályban szerepel.

## Története
A klubot 2022-ben alapították.

## Litván bajnokság
| Szezon | Szint | Līga       | Helyezés | web   |
| ------ | ----- | ---------- | -------- | ----- |
| 2022   | 3.    | Antra lyga | 1.       | [ 1 ] |
|        |       |            |          |       |
| 2023   | 2.    | Pirma lyga | 1.       | [ 2 ] |
|        |       |            |          |       |
| 2024   | 1.    | A lyga     | 10.      | [ 3 ] |
|        |       |            |          |       |
| 2025   | 2.    | Pirma lyga | .        | [ 4 ] |

## Sikerlista

### Hazai
- Litván bajnokság'
  -  Bajnok (0):
  - 2. helyezett (0):
  - 3. helyezett (0):
- Litván másodosztály
  - Győztes (1): 2023
- Kupagyőztes (1): 2023
- Litván Szuper Kupa
  -  Győztes (0):

## Jelenlegi keret
2024. Juni 7-i állapotnak megfelelően.
| 79 | UKR | K  | Serhii Melašenko     |  |  |  |  |  |
| 89 | LTU | K  | Ernest Černiavskij   |  |  |  |  |  |
|    |     |    |                      |  |  |  |  |  |
| 5  | LTU | V  | Ričardas Šveikauskas |  |  |  |  |  |
| 21 | LTU | V  | Gabrielis Nikonovas  |  |  |  |  |  |
| 22 | LTU | V  | Aleksandr Levšin     |  |  |  |  |  |
| 40 | SLO | V  | Žan Flis             |  |  |  |  |  |
| 55 | LTU | V  | Erlandas Juška       |  |  |  |  |  |
|    |     |    |                      |  |  |  |  |  |
| 8  | LTU | KP | Nedas Klimavičius    |  |  |  |  |  |
| 9  | UKR | KP | Artem Radchenko      |  |  |  |  |  |

| 12 | LTU | KP | Ignas Kaškelevičius |  |  |  |  |  |
| 14 | JPN | KP | Yoichi Kawachi      |  |  |  |  |  |
| 20 | LTU | KP | Povilas Kiselevskis |  |  |  |  |  |
| 23 | UKR | KP | Ivanas Koškošas     |  |  |  |  |  |
| 29 | LTU | KP | Kajus Bička         |  |  |  |  |  |
| 44 | LTU | KP | Artūras Žulpa       |  |  |  |  |  |
| 77 | LTU | KP | Linas Pilibaitis    |  |  |  |  |  |
|    |     |    |                     |  |  |  |  |  |
| 10 | BRA | CS | Henrique Devens     |  |  |  |  |  |
|    |     |    |                     |  |  |  |  |  |

## A nemzetközi kupasorozatokban
| Szezon  | Kupasorozat      | Forduló         | Ellenfél       | Hazai pályán elért eredmény | Idegenben elért eredmény | Összesített eredmény |  |
| ------- | ---------------- | --------------- | -------------- | --------------------------- | ------------------------ | -------------------- |  |
| 2024–25 | Konferencia Liga | 2. selejtezőkör | Mladá Boleslav | 0–1                         | 0–2                      | 0–3                  |  |

## Edzők
- Giedrius Barevičius, 2022–2024